# I Casagrande
I Casagrande (The Casagrandes in inglese) è una serie televisiva animata statunitense del 2019, sviluppata da Michael Rubiner.
Originata come Spin-off di A casa dei Loud, la serie viene trasmessa negli Stati Uniti su Nickelodeon dal 14 ottobre 2019. In Italia la serie viene trasmessa su Nickelodeon dal 20 aprile 2020.
Il 22 marzo 2024 è stato trasmesso un film d'animazione originale su Netflix intitolato I Casagrande - Il film.

## Trama
Dopo essersi trasferiti a Great Lakes City nell'episodio di "A casa dei Loud: "Parenti turbolenti", Ronnie Anne Santiago, suo fratello maggiore Bobby e la madre Maria vivono con la loro famiglia allargata chiamata Casagrandes composta dai nonni Rosa e Hector, zio Carlos, zia Frida, i loro cugini Carlota, CJ, Carl e Carlitos e i loro animali domestici, il cane Lalo e il pappagallo parlante Sergio. Ronnie Anne incontra nuovi amici come Sid Chang, esprime di più sui suoi parenti ed esplora le infinite possibilità in città. Bobby è innamorato di Lori Loud e con l'abuelo Hector deve gestire il mercato mentre scopre somiglianze con il vicino eccentrico della città. Lincoln Loud (protagonista della serie principale) appare in alcuni episodi.
Come "A casa dei Loud", anche in questa serie Ronnie Anne e la sua famiglia combinano guai e fanno sfide.

## Episodi
| Stagione         | Episodi | Prima TV USA | Prima TV Italia |
| ---------------- | ------- | ------------ | --------------- |
| Prima stagione   | 20      | 2019-2020    | 2020-2021       |
| Seconda stagione | 20      | 2020-2021    | 2021-2022       |
| Terza stagione   | 20      | 2021-2022    | 2022            |

## Personaggi e doppiatori

### Personaggi principali
- Ronalda Anne Santiago, voce originale di Izabella Alvarez, italiana di Giulia Bersani.

Tutti la chiamano "Ronnie Anne". È la sorella minore di Bobby, ex compagna di scuola di Lincoln e suo interesse amoroso. Si tratta di una ragazzina molto tosta e rude all'apparenza, tanto che all'inizio mette sempre in ridicolo Lincoln e lo picchia nonostante ammetta di corrispondere i suoi sentimenti e dimostra più di una volta di tenere al ragazzo. Tutti la definiscono fidanzata con Lincoln, nonostante lei e lo stesso Lincoln si affrettino sempre a negarlo. Nella seconda stagione di A casa dei Loud si trasferisce in città con la sua famiglia andando a vivere con i suoi 8 scatenati parenti, a cui vuole molto bene, ma che trova a volte ingombranti. Prova dei sentimenti per Lincoln e, dopo il trasferimento, ha iniziato ad essere meno aggressiva grazie al sostegno della famiglia e a nuovi amici.
- Roberto Alejandro Martinez-Millan Luis Santiago Jr., voce originale di Carlos PenaVega, italiana di Alessandro Germano.

Tutti lo chiamano "Bobby". È il fidanzato di Lori, soprannominato da lei "Bu Bu Tesoro", fratello maggiore di Ronnie Anne. Latino americano è un ragazzo devoto alla sua fidanzata, dolce e ingenuo, seppur un po' imbranato ma con un gran senso degli affari e la passione per il commercio. Verso la seconda stagione si trasferisce in città con la sua famiglia, iniziando a lavorare al minimarket del nonno con tutta l'intenzione di prenderlo in eredità. Anche se Lori all'inizio è devastata dalla cosa, il giovane la convince a mantenere il rapporto a distanza fino a che non andranno al college insieme in città.
- Stanley Chang, voce originale di Ken Jeong, italiana di Davide Fumagalli.

È il padre di Sid e Adelaide. Lavora come conducente della metropolitana. È di origine asiatica.
- Becca Chang, voce originale di Melissa Joan Hart, italiana di Marlene De Giovanni.

La madre di Sid. Lavora come zoologa. È di origine americana.
- Sid Chang, voce originale di Leah Mei Gold, italiana di Martina Tamburello.

È la nuova vicina di casa di Ronnie Anne e diventa la sua migliore amica. Ha 12-13 anni è molto entusiasta e vuole sempre provare cose nuove. È di origine sino-americana, ama gli animali e costruire invenzioni.
- Adelaide Chang, voce originale di Lexi Sexton, italiana di Elisa Giorgio.

È la sorella minore di Sid. Ha 6-7 anni. È molto eccitabile e pestifera ma anche molto amichevole, Discute molto spesso con Carl, ma sono ottimi amici.
- Maria Casagrande-Santiago, voce originale di Sumalee Montano, italiana di Tania De Domenico.

La madre di Bobby e Ronnie Anne, lavora come infermiera. Facendo spesso doppi turni in ospedale, decide di trasferirsi dalla sua numerosa famiglia assieme ai figli, perché non restino più così spesso da soli.
- Rosa e Hector Casagrande, voci originali di Sonia Manzano e Ruben Garfias, italiane di Lucia Valenti e Marco Balzarotti.

I nonni dei figli Santiago-Casagrande. Rosa è un'ottima cuoca ed una nonna apprensiva e premurosa oltre che superstiziosa, ha una collezione di magie e talismani. Hector gestisce un super-market e ha l'abitudine di spettegolare con i clienti.
- Carlos Casagrande, voce originale di Carlos Alazraqui, italiana di Gianandrea Muià.

Il fratello di Maria, il marito di Frida, e lo zio di Bobby e Ronnie Anne. È un professore di Scienze, anche se studia e legge libri perlopiù per passione, per questo motivo ha spesso la testa fra le nuvole.
- Frida Puga-Casagrande, voce originale di Roxana Ortega, italiana di Giuliana Atepi.

La moglie di Carlos e la zia di Bobby e Ronnie Anne. Frida è una donna molto emotiva e piange spesso per la felicità oltre che apprensiva quasi quanto la suocera. È una fotografa e le piace anche dipingere
- Carlota Casagrande, voce originale di Alexa PenaVega, italiana di Elena Gianni.

Ha 17-18 anni ed è la primogenita e unica figlia femmina della famiglia Casagrande. È una grande amante della moda e cerca sempre di trasmettere a Ronnie Anne la sua passione. Litiga spesso con il fratello minore Carl.
- Carlos Casagrande Jr. "CJ"., voce originale di Jared Kozak, italiana di David Milici.

Ha 13-14 anni. Ha la Sindrome di Down, per tal motivo dimostra meno anni di quanti ne ha effettivamente. Ha un comportamento socievole, allegro e giocoso, si veste spesso da supereroe o da pirata. Spesso dimostra di avere intuizioni perspicaci e di essere molto diretto, seppure senza alcuna malizia o cattiveria.
- Carl Casagrande, voce originale di Alex Cazares, italiana di Annalisa Longo.

Ha 6-7 anni. Estremamente vanitoso e si dà arie da grande latin lover. Appena conosciuta Lori, si invaghisce immediatamente e cerca più volte di fare colpo su di lei. Spesso utilizza i prodotti cosmetici della sorella, facendola di conseguenza arrabbiare.
- Carlitos Casagrande, voce originale di Roxana Ortega e Cristina Milizia, italiana di Elena Gianni.

Ha 2-3 anni ed è il figlio più giovane della famiglia Casagrande. A differenza dei suoi fratelli e genitori, ha i capelli rossi e imita sempre il comportamento di tutti, anche quelli del cane.
- Arturo Santiago, voce originale di Eugenio Derbez, italiana di Edoardo Lomazzi.

È il padre di Bobby e Ronnie Anne. Lavora come medico volontario in Perù.
- Sergio, voce originale di Carlos Alazraqui, italiana di Gianandrea Muià.

È il pappagallo domestico dei Casagrande, parla e si esprime come una persona, è sarcastico e tagliente.
- Lalo, voce originale di Dee Bradley Baker.

Il grosso mastino dei Casagrande. È un cane affettuoso ma piuttosto codardo.
- Froggy II, voce originale di Dee Bradley Baker.
- Breakfast Boy, voce originale di Carlos Alazraqui, italiana Claudio Colombo.

### Personaggi ricorrenti
- Becky, voce originale di Abby Trott, italiana di Marlene de Giovanni.

- Bruno, voce originale di Eric Bauza, italiana di Claudio Colombo

- Casey, voce originale di Christian Simon, italiana Elisa Giorgio.

- Gina Galiano, voce originale di Elizabeth Bond, italiana Cristiana Rossi.

- Margarita, voce originale di Krizia Bajos, italiana di Marlene de Giovanni.

- Laird, voce originale di Sean Kenin, italiana Laura Cherubelli.

- Maybelle, voce originale di Telma Hopkins, italiana di Adele Pellegatta.

- Miranda, voce originale di Cristina Pucelli, italiana Elisa Giorgio.

- Mr. Nakamura, voce originake di Bruce Locke, italiana di Davide Fumagalli.

È un uomo che abita nel palazzo dei Casagrandes ed è vicino di Ronnie Anne e di Sid. Ha un cane di nome Nelson che fin dalla quarta stagione di A casa dei Loud (la sua prima apparizione) non riesce ad addomesticare. È probabilmente di origine orientali.
- Nelson, voce originake di Eric Bauza.

È il cane, di razza Bobtail, del Sig. Nakamura. Combina molti guai e disobbidisce al padrone. 
- Sr. Scully, voce originale di Phil LaMarr, italiana Claudio Colombo.

- Sra. Flores, voce originale di Michelle C. Bonilla, italiana di Elisa Giorgio.
- Sra. Kernicky, voce originale di Lauri Fraser, italiana di Adele Pellegatta.

- Nikki, voce originale di Natalie Coughlin, italiana Annalisa Longo.

- Par, voce originale di Sunil Malhotra, italiana Davide Fumagalli.

- Sameer, voce originale di Makana Say e Nour Jude Assaf, italiana Tania De Domenico.

- Sancho, voce originale di Sunil Malhotra.

- Vito Filliponio, voce originale di Carlos Alazraqui, italiana di Walter Rivetti.

È un anziano che abita nel palazzo dei Casagrandes, quindi è il vicino di Ronnie Anne e di Sid.

## Produzione
Nel 2017 fu annunciata una serie sui Casagrande dalla Nickelodeon. Dopo il lincenziamento di Chris Savino, nel 2018, fu annunciato che le avventure sui Casagrande sarebbero state trasmesse per 6 episodi nella quarta stagione della serie A casa dei Loud.
Nel 2019 ad ottobre viene trasmessa la prima stagione che ha 20 episodi, ed è iniziata il 14 ottobre.
Nel 2020 viene annunciata una seconda stagione, i cui episodi sono iniziati il 9 ottobre.
Dopo l’inizio della terza stagione tra il 2021 e il 2022, il 17 febbraio 2022 Axios ha riferito che Nickelodeon aveva cancellato la serie, anche se con i personaggi destinati ad apparire di più in A casa dei Loud.